# Paco Ibáñez
Francisco „Paco” Ibáñez Gorostidi (n. 20 noiembrie 1934, Valencia, Comunitatea Valenciană, Spania) este un cântăreț, compozitor și chitarist spaniol de muzică ușoară și folk.
A compus numeroase cântece pe versurile unor poeți din Spania și America latină ca Federico García Lorca, Luis Cernuda, Rafael Alberti or Miguel Hernández, de asemenea a interpretat șansoane de Georges Brassens. 

## Biografie

### Copilărie și tinerețe
Paco Ibáñez s-a născut în 1934 la Valencia ca cel mai mic dintre cei patru copii ai unui tată valencian, Manuel Ibáñez, de meserie creator de mobilă, și ai unei mame de origine bască, Josefa Gorostidi. A copilărit la Barcelona, dar, din cauza activității tatălui său în mișcarea anarho-sindicalistă CNT (Confederația Națională a Muncii) în 1939 a trebuit să se refugieze cu familia în Franța, după victoria taberei naționaliste  franchiste în Războiul Civil din Spania. Au trăit la Paris până în 1940 când Franța a fost cucerită de Germania nazistă. Tatăl său a fost arestat de poliția regimului de la Vichy și deportat într-un lagăr de muncă silnică pentru prizonieri republicani spanioli la Argelès-sur-Mer. Mama sa a luat copiii înapoi în Spania, la San Sebastian, în Țara Bascilor spaniolă, pentru a găsi de lucru, și au trăit împreună în casa ei părintească la Aduna, Gipúzkoa.  
În 1948 ei au trecut clandestin granița în Franța, pentru a se reuni cu tatăl familiei, la Perpignan.În 1951 Paco Ibáñez care a primit  de la tatăl său cunoștințe de tâmplărit și cântat la vioară, apoi la chitară, a plecat la Paris, unde a cunoscut-o pe cântăreața Carmela (Carmen Requeta) al c[rei acompaniator la chitară a devenit vreme de opt ani succesiv. Din 1952 s-a perfecționat în muzica de chitară, a asistat la cursuri la Schola Cantorum și a luat lecții cu renumitul chitarist de muzică clasică Andrés Segovia. Ibáñez a făcut parte dintr-un trio de muzică sud-americană, alături de Jesús Rafael Soto și Carlos Cáceres Sobrea. Între 1954-1961 ei au apărut adesea în cluburile l'Escale și Le Chat qui pêche în Cartierul latin din Paris.

### Continuarea activității muzicale în Franța. Reluarea contactului cu Spania
În 1958 o prietenă a lui Paco Ibáñez și Pierre Pascal i-au adus lui Salvador Dali la Cadaqués, un exemplar de disc pe care Ibáñez a înregistrat cântece pe versuri de Federico García Lorca și Luis de Góngora. Dali a fost foarte impresionat și a desenat o ilustrație pentru plicul discului.
De atunci Paco Ibáñez a rămas într-o relație strânsă și cu lumea artelor plastice. 
În 1964 Ibáñez a lansat primul său disc oficial, „Lorca y Gongora” cel ilustrat de Dali, dar succesul l-a obținut ceva mai târziu.În 1966 impreuna cu activisti culturali spanioli a înființat la Paris clubul La Carraca, in care a organizat evenimente in limba spaniolă - reprezentații teatrale, expoziții de pictură, colocvii literare, proiectări de filme etc Acolo a aparut in premieră în Franța  și cântărețul catalan Joan Manuel Serrat.
Casa soților Ibáñez a devenit un loc privilegiat de reuniuni și întâlniri a numeroși artiști, politicieni și intelectuali spanioli din exil și din Spania în capitala Franței. 
În februarie 1968 Paco Ibáñez a dat primul său concert oficial în Spania, la Manresa, în cadrul unui festival muzical - Primera Trobada de Canço de Testimoni. De fapt, el deja a mai cântat înainte în Spania, în condiții mai mult sau mai puțin clandestine, la Cadaqués, aproape de frontiera franceză. 
În continuare artistul a inceput să apară la Madrid și Barcelona, inclusiv în universități și a ajuns chiar să cânte Andaluces de Jaén de poetul Miguel Hernández pe canalul TVE 1 al televiziunii spaniole. Ulterior s-a stabilit la Barcelona, colaborând de aproape cu prietenul său, poetul José Agustín Goytisolo
În mai 1968 într-o emisiune la televiziunea franceză, realizată, în direct, de Raoul Sangla, Ibáñez și-a prezentat noul sau disc și pe pictorul José García Ortega, care l-a ilustrat, și a cântat cântecele „La poesia es un arma cargada de futuro” (Poezia este o armă încărcată cu viitor) pe versuri de Gabriel Celaya, și „Balada del que nunca fue a Granada” (Balada celui care n-a fost niciodată la Granada) pe versuri de Rafael Alberti. Cântecul A galopar pe text de Rafael Alberti a devenit un simbol al luptei impotriva dictaturii franchiste. Ibáñez 
l-a cântat cu mult succes la Paris, în sala 
Olympia si apoi intr-un turneu în America latină.   
În anii 1968-1969 Ibáñez a devenit foarte popular în Franța, mai ales, când, în mai 1969 a cântat în curtea Sorbonei cu ocazia aniversării unui an de la demonstrațiile studențești din mai 1968, devenind un simbol al cauzei studenților.
În decembrie 1969 la sala Olympia cântat în premieră în public La mala reputación, traducerea spaniolă a cântecului La Mauvaise Réputation de Brassens. În 1970 l-a cunoscut la Paris pe Pablo Neruda, care a fost încântat de muzica compusă de Ibáñez pentru poeziile sale.   
În 1971 a părăsit din nou Spania, iar în 1973 i s-a interzis să mai cânte în țara lui natală, aflată, încă, sub regim franchist.
În 1971 a participat cu cântecul lui Rosario la filmul Goya – oder der arge Weg der Erkenntnis, coproducție est germană-sovietică-italo-bulgară a lui Konrad Wolf, după romanul Goya de Lion Feuchtwanger.

### Înapoi în Spania
În 1982 ,după instaurarea regimului democrat, a dat la Madrid un concert în fața a mii de persoane, în cadrul campaniei electorale al Partidului Socialist Muncitoresc Spaniol PSOE care a câștigat pentru prima dată alegerile generale.  
A revenit definitiv în Spania în 1990, iar din 1994 s-a reinstalat la Barcelona.
Ibáñez a refuzat titlul de cavaler al Ordinului artelor si literelor al Frantei, apoi și medalia acestui ordin, care i s-au propus de către ministrul culturii al Franței, Jack Lang. 
În 2004 a militat contra liderului Partidului Popular, José María Aznar pe care l-a considerat fascist și succesor demn al lui Franco.  
În decembrie 2006 Paco Ibáñez și Lucien Gourong, povestitor si scriitor din Bretania, cu care era prieten din 1975, au organizat la complexul acvatic „Océanis” din Ploemeur (Morbihan) o serată festivă ca omagiu republicanilor spanioli care, au fost siliți de autoritățile germane ocupante să efectueze munci silnice la fortificarea Zidului Atlanticului și la construirea de baze de submarine, între care cea de la Lorient.   
La 6 octombrie 2017 a dat un concert în amfiteatrul cel mare de la Sorbona cu ocazia centenarului Institutului hispanic.

### Conexiunile cu Țara Bascilor

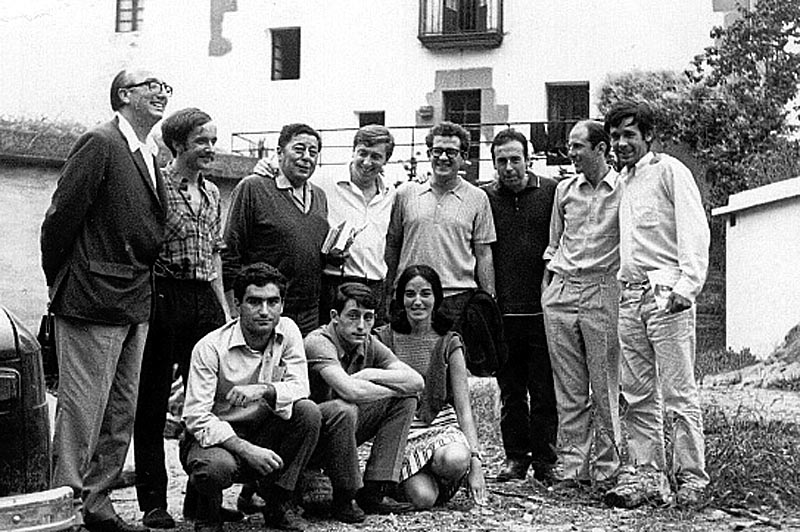
Ibáñez (în picioare ,la capătul din dreapta) împreună cu Atahualpa Yupanqui (al treilea din stânga, în picioare) și cu membri ai grupului cultural basc Ez Dok Amairu:José Antón Artze (al doilea din stânga), Benito Lertxundi (al patrulea), Mikel Laboa (al șaselea), José Ángel Irigarai (al șaptelea), Xabier Lete (în genunchi, cel dintâi din stanga) și Lourdes Iriondo

Având mama bască și sub impresia copilăriei petrecute în gospodăria natală a mamei sale, Paco Ibáñez s-a simtit atras de moștenirea culturala a poporului basc și a întreținut strânse relații cu artiști și intelectuali basci precum Imanol Larzabal, Xabier Lete, Jorge Oteiza și Bernardo Atxaga, și a participat, de asemenea, la grupul Ez Dok Amairu
El a cântat și a înregistrat cântece în limba bască, între care albumul Oroitzen (1999), realizat împreună cu Imanol Larzabal

## Premii și omagii
- Ordinul Artelor și Literelor al Franței cu rang de cavaler și medalia Ordinului artelor și literelor  - le-a refuzat

## Opera
Paco Ibáñez nu a scris texte originale, ci a pus pe muzică versuri de poeți însemnați spanioli sau latino-americani 
din secolul al XX-lea:
- Rafael Alberti (1902 – 1999)
- Gabriel Celaya (1911 – 1991)[3]
- Luis Cernuda (1902 – 1963)
- Federico Garcia Lorca (1898 – 1936)[3]
- Miguel Hernández (1910 – 1942)
- José Agustín Goytisolo (1928 – 1999)[3]
- Nicolás Guillén (1902 – 1989)
- Antonio Machado (1875 – 1939)
- Pablo Neruda (1904 – 1973)[3]
- León Felipe (1884 – 1968)[3]
- Blas de Otero (1916-1979)[3]
- Alfonsina Storni

și clasici:
- Juan Ruiz arhiepiscop de Hita, (sec. al XIV-lea)
- Luis de Góngora (1561 – 1627)[3]
- Jorge Manrique (1440 – 1479)
- Francisco de Quevedo (1580 – 1645)[3]

În 2002 a lansat un disc compus exclusiv din poezii de José Agustín Goytisolo 
De asemenea, a interpretat în spaniolă cântece de Georges Brassens, în traducerea lui Pierre Pascal.

## Selecție de cântece
- Andaluces de Jaén (Miguel Hernández)
- A galopar (Alberti)
- La más bella niña (Góngora)
- Consejos para un galán
- Romance del desterrado
- Aristóteles dijo
- El testamento
- Me llamarán, nos llamarán (Otero)
- Canción para un maño (Brassens)
- La balada del que nunca fue a Granada (Alberti)
- Nocturnos
- Triste historia.
- El lobito bueno (Goytisolo)
- Me lo decía mi abuelito  (Goytisolo)
- Palabras para Julia. (Goytisolo)

## Discografie

### Albume înregistrate în studio
- Paco Ibáñez 1 (Polydor, 1964)
- Paco Ibáñez 2 (Polydor, 1967)
- Paco Ibáñez 3 (Polydor, 1969)
- La Poesia Española De Hoy Y De Siempre.(1971)
- A flor de tiempo (Ariola, 1978)
- Paco Ibáñez canta a Brassens (Ariola, 1979)
- Por una canción (PDI, 1990)
- Oroitzen (PDI, 1998)
- Canta a José Agustín Goytisolo (Universal, 2002)
- Fue ayer (Universal, 2003)
- Paco Ibañez canta los poetas latino americanos (2012)

### Discuri înregistrate din concerte live
- En el Olympia (Polydor, 1969)
- A galopar, con Rafael Alberti (PDI, 1992)
- Les concerts à Paris: la Sorbonne, 1969; le Palais des Sports, 1971 (EMEN, 2002)
- Le concert memorable au Teatro Opera, Buenos Aires, 1971 (EMEN, 2002)
- Le concert historique au Teatro de la Comedia, Madrid, 1968 (EMEN, 2002)
- En concierto (A flor de tiempo, 2004)

## Filmografie
- 1986, François Simon : la présence, d'Ana Simon et Louis Mouchet